# Trevor Wright
Trevor Christopher Wright (Pomona, 23 de agosto de 1982) é um ator americano, mais conhecido por ter protagonizado os filmes Shelter e Vacancy 2: The First Cut.

## Vida pessoal
Ficou noivo da atriz Odette Annable mas eles romperam em 2008.

## Filmografia
| Cinema | Cinema                         | Cinema          | Cinema |
| Ano    | Título                         | Personagem      | Nota |
| ------ | ------------------------------ | --------------- | --- |
| 2012   | Santa Paws 2: The Santa Pups   | Baxter (voz)    | Diretamente em vídeo |
| 2010   | Bashert                        | Noah            | Curta-metragem |
| 2010   | A Rede Social                  | Josh Thompson   | |
| 2010   | 2001 Maniacs: Field of Screams | Falcon          | |
| 2009   | Vicious Circle                 | Fin             | |
| 2009   | Silver Street                  | -               | Curta-metragem |
| 2008   | Vacancy 2: The First Cut       | Caleb           | Diretamente em vídeo |
| 2007   | Shelter                        | Zach            | * Best Male Lead, Dallas Out Takes * Best Actor, Tampa International Gay and Lesbian Film Festival * Audience Award, Tampa International Gay and Lesbian Film Festival |
| 2006   | Air Buddies                    | Grim            | |
| 2006   | Special Ed                     | Mitch           | |
| 2004   | MVP: Most Valuable Primate     | Jay             | Diretamente em vídeo |
| 2002   | Looking Through Lillian        | Beggar          | Não creditado |
| 2000   | Destiny Stalled                | -               | Curta metragem, não creditado |
| 1993   | Memories by Joe Frank          | Jovem Joe Frank | Curta metragem |

| Televisão | Televisão             | Televisão      | Televisão                                                      |
| Ano       | Título                | Personagem     | Nota                                                           |
| --------- | --------------------- | -------------- | -------------------------------------------------------------- |
| 2006      | CSI: NY               | Perry Lohmann  | Temporada 2, Episódio 13                                       |
| 2006      | South Beach           | Garret         | Episódio 4                                                     |
| 2004      | Listen Up!            | Jake O'Shannon | Episódio 11                                                    |
| 2004      | George Lopez          | Zack Powers    | Temporada 3, Episódios 24, 26, 27 e 28 Temporada 4, Episódio 1 |
| 2004      | NYPD Blue             | Charles Slocum | Temporada 11, Episódio 14                                      |
| 2003      | The Division          | Cody Phillips  | Temporada 3, Episódio 13                                       |
| 2003      | What I Like About You | Não creditado  | Temporada 1, Episódio 12                                       |
| 2003      | Scrubs                | Kid            | Temporada 2, Episódio 12                                       |
| 2002      | Everwood              | Estudante #1   | Temporada 1, Episódio 4                                        |
| 2001–2002 | Boston Public         | Walton Hanks   | Temporada 2, Episódios 6 e 16                                  |
| 2001      | Grounded for Life     | Cara #1        | Temporada 1, Episódio 11                                       |
| 2000      | Roswell               | Cara bonito    | Temporada 1, Episódio 12                                       |

## Aparições em videoclipes
- 2004: I Could Be the One (Stacie Orrico)
- 2003: Stuck (Stacie Orrico)
- 1989: Forever Your Girl (Paula Abdul) como Jovem James Dean